# Edmund Adam
Edmund Adam (* 18. Mai 1894 in Sonneberg; † 18. Januar 1958 in Frankfurt am Main) war ein deutscher Fernschachspieler und Schachfunktionär.
Adam war promovierter Arzt.
Da er 1939 die letzte IFSB-Bundesmeisterschaft vor dem Krieg gewonnen hatte, erhielt Adam eine Einladung zur Finalrunde zur ersten Fernschach-Weltmeisterschaft und belegte unter den 14 Teilnehmern den siebenten Platz. Einer seiner Gegner in diesem Turnier war der beim MI5 an exponierter Stelle beschäftigte Graham Russell Mitchell. Aus dessen Nachlass ist in letzter Zeit Korrespondenz von Adam mit in Fernschachnotation verschlüsselten Zügen an die Öffentlichkeit gelangt. Das führte in der Skandalpresse zu Spekulationen über geheimdienstliche Aktivitäten.
Von 1946 bis 1956 war Adam der erste Präsident der Arbeitsgemeinschaft deutscher Fernschachfreunde bzw. nach deren Umbenennung des Deutschen Fernschachbundes (BdF).